# Nhà ga Čadca
Nhà ga Čadca (tiếng Slovakia: Železničná stanica Čadca) là một nhà ga tàu lửa chính tại thị trấn Čadca, vùng Žilina, miền Bắc Slovakia. Nhà ga này chính thức được khánh thành vào năm 1871.

## Lịch sử
Đoạn đường sắt Český Těšín - Žilina của Tuyến đường sắt Košice - Bohumín được khánh thành vào đầu năm 1871. Không lâu sau đó, nhà ga Čadca cũng được khai trương vào ngày 8 tháng 1 năm 1871. Nhà ga nằm ở khu vực biên giới giáp với Cộng hòa Séc và Ba Lan, nên nhà ga cũng là một phần của các tuyến đường sắt chạy đến một số khu vực ở các quốc gia này.
Tuyến đường sắt Košice - Bohumín là tuyến đường huyết mạch có tầm quan trọng quốc tế. Hiện tại, tuyến đường sắt này chuyên chở một số lượng lớn hành khách và hàng hóa, đến và đi từ Cộng hòa Séc và Ba Lan. Vì vậy, nhà ga Čadca là một trong những địa điểm dừng chân của bạn bè thuộc các quốc gia láng giềng tại Slovakia.
Ngày nay, nhà ga Čadca là một phần của các tuyến đường sắt sau đây:
- 127 Žilina – Čadca – Svrčinovec zastávka – Mosty u Jablunkova (một phần của Tuyến đường sắt Košice – Bohumín)
- 128 Čadca – Makov
- 129 Čadca – Skalité Serafínov – Zwardoň